# Mrtvi ne plešu
Mrtvi ne plešu (eng. Dead Men Can't Dance) američki je akcijski film iz 1997. godine redatelja Stevea Andersona, snimljen prema scenariju Paula Sinora, Marka Sevia i Billa Kerbyja. Glazbu za film skladao je Richard Marvin. Glavne uloge tumače Michael Biehn, Kathleen York, Adrian Paul i R. Lee Ermey.

## Radnja
Robert Hart vođa je elitne postrojbe specijalaca koji odlaze na tajnu misiju u Sjevernu Koreju gdje moraju uništiti elektranu u kojoj sjevernokorejski general ilegalno razvija nuklearno oružje. U isto vrijeme Hartova djeovjka Victoria Elliot, također časnica u vojsci, biva poslana na trening ženskih rendžera u vojnu bazu na granici sa Sj. Korejom. No, Hartovi vojnici upadaju u generalovu zamku i jedina koja ih može spasiti je Victoria i njezina postrojba. Zajedno odlučuju uništiti elektranu, ali pritom otkrivaju vojnu zavjeru u koju su umiješani visoki časnici američke vojske i političari.

## Uloge
- Michael Biehn - Robert Hart
- Kathleen York - Victoria Elliot
- Adrian Paul - Shooter
- R. Lee Ermey - senator Pullman T. Fowler
- Dennis Forest - Dennis
- Greg Joung Paik - general Kang
- Barbara Eve Harris - narednica Rhodes
- Jennifer Blanc - narednica Susie Warzenak
- Shawnee Smith - narednica Addy Cooper
- Hiep Thi Le - narednica Mia Yan Chun

## Vanjske poveznice
Mrtvi ne plešu u internetskoj bazi filmova IMDb-a